# Pedra de Rosetta

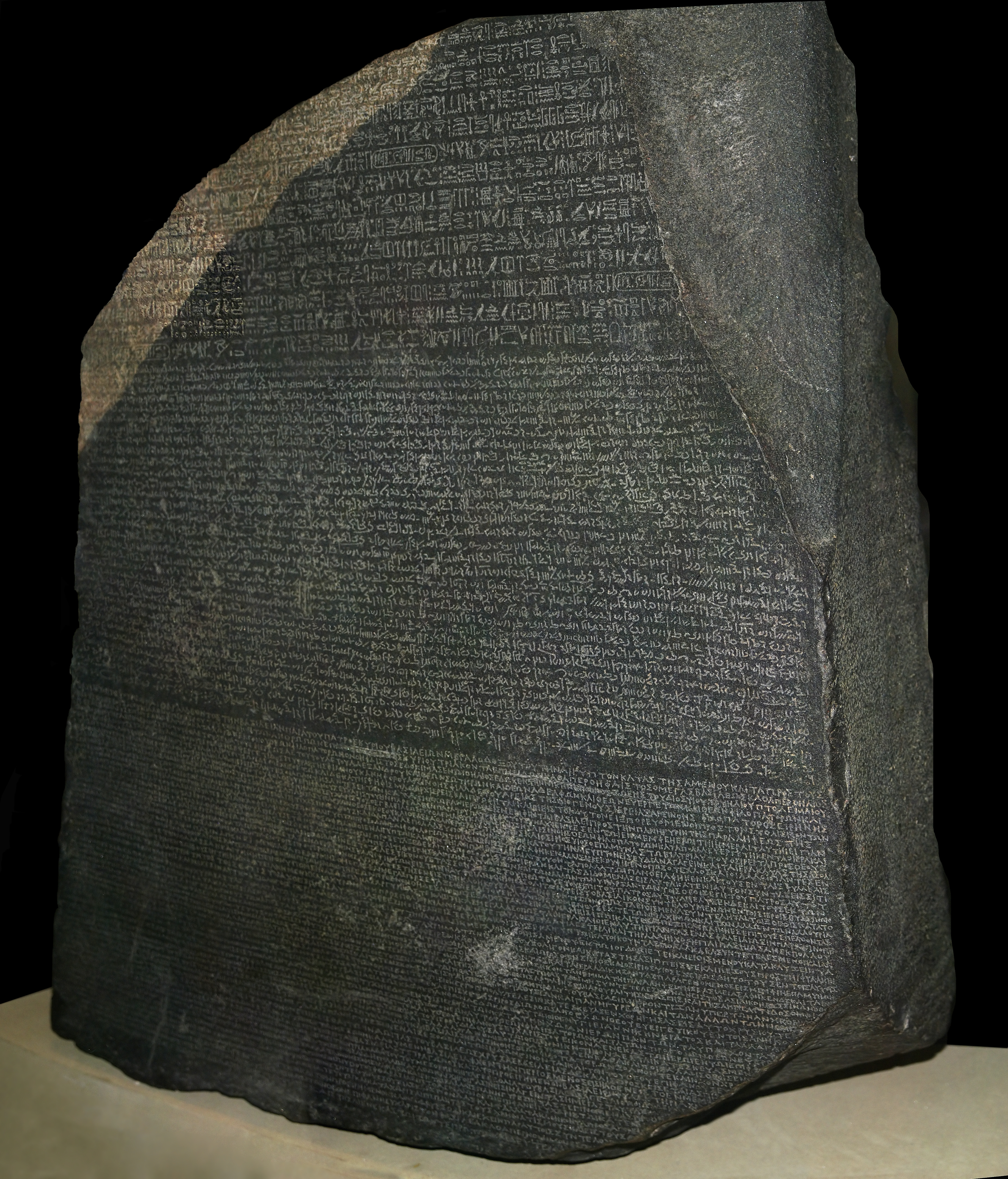
La pedra de Rosetta resolgué un problema lingüístic particularment difícil

La pedra de Rosetta és una estela de granodiorita (sovint identificada erròniament com a basalt) de 112 cm d'alçada, 76 cm d'amplada i uns 28 cm de gruix mentre que el seu pes és d'aproximadament 760 kg. Presenta tres inscripcions: la superior en jeroglífics de l'antic Egipte, la central en escriptura demòtica egípcia i la inferior en grec antic d'un mateix decret de Ptolemeu V del 196 aC. La superfície frontal està polida i les inscripcions lleugerament incises, els laterals estan suavitzats i la part posterior està toscament treballada, segurament perquè no estava a la vista en la seva ubicació originària. Com que el grec era ben conegut, la pedra va ser la clau per al desxiframent dels jeroglífics egipcis, el 1822, per Jean-François Champollion, i el 1823, Thomas Young la va estudiar. A Napoleó se li atribueix la troballa de la pedra, mentre estava en unes campanyes militars a Egipte. La descoberta va facilitar la traducció d'altres texts jeroglífics. La pedra es troba actualment al Museu Britànic de Londres.

## Descripció

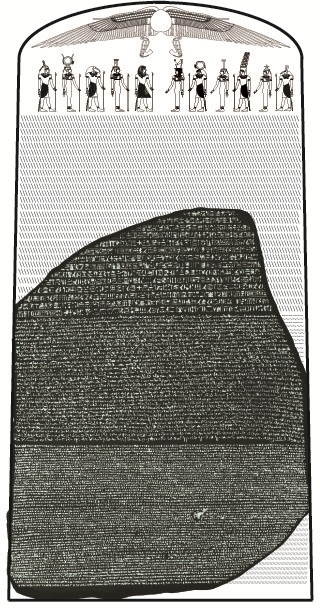
Una possible reconstrucció de la pedra originària

La pedra de Rosetta és un fragment d'una estela més gran, tot i que posteriorment no se'n va trobar cap altre fragment al lloc on va ser descoberta. Com que li manquen fragments, cap dels seus texts no és complet. El més fet malbé és el superior, escrit en jeroglífics, del qual només són visibles catorze línies, totes interrompudes al costat dret, i dotze incompletes al lateral esquerre. El següent registre escrit en demòtic s'ha conservat millor, ja que té trenta-dues línies, catorze de les quals estan lleument fetes malbé al costat dret. El text inferior en grec conté cinquanta-quatre línies, vint-i-set completes i la resta gradualment fetes malbé pel fet que està trencat diagonalment a l'angle inferior dret.
L'extensió completa del text jeroglífic i la mida total de l'estela originària, de la qual la pedra de Rosetta és només un fragment, pot estimar-se prenent com a referència la comparació amb altres esteles que han perdurat, incloses altres còpies del mateix decret. L'anterior decret de Canop, creat el 238 aC durant el regnat de Ptolemeu III, té 219 cm d'alçada i 82 d'amplada, i conté trenta-sis línies de text jeroglífic, setanta-tres de demòtic i setanta-quatre de grec amb texts d'una llargària semblant. Amb aquesta comparació, es pot estimar que s'han perdut catorze o quinze línies del text jeroglífic de la pedra de Rosetta, uns 30 cm. A més de les inscripcions, segurament presentava una escena que representava el faraó presentant-se als déus, coronat per un disc alat com a l'estela de Canop. Aquests paral·lelismes, i un signe jeroglífic per a l'estela a la mateixa pedra (026 de la llista de Gardiner) suggereixen que originàriament tenia un acabament superior arrodonit i que l'alçada arribava als 149 cm.
La pedra de Rosetta es menciona com una pedra de granit negre, amb tres inscripcions... trobada a Rosetta en un catàleg modern dels objectes descoberts per l'expedició francesa a Egipte. En algun moment després de la seva arribada a Londres, les inscripcions de l'estela foren farcides amb guix blanc per fer-les més llegibles, mentre que la resta de la superfície fou coberta per una capa de cera de carnauba destinada a protegir-la dels dits dels visitants; això va donar un color negrós a la pedra, i erròniament es va arribar a identificar-la amb basalt negre. Aquestes addicions foren retirades en una neteja el 1999, que revelà el gris fosc originari, la lluentor de la seva estructura cristal·lina i les ratlles roses que recorren el cantó superior esquerre. Les comparacions amb la col·lecció Klemm de pedres egípcies ubicada al Museu Britànic mostrà la seva gran semblança amb la roca d'una petita pedrera granodiorita a Gebel Tingar, a la vora occidental del Nil i a l'oest d'Elefantina, a la regió d'Assuan, les pedres de granodiorita de la qual presenten aquesta peculiar ratlla rosenca.

## El decret de la Pedra de Rosetta
L'estela es va erigir després de la coronació del rei Ptolemeu V Epífanes i va ser inscrita amb un decret que establia el culte diví del nou governant. El decret va ser emès per un congrés de sacerdots que es van reunir a Memfis. La data es dona com "4 Xandikos" al calendari macedoni i "18 Mekhir" al calendari egipci, que correspon al 27 de març de 196 aC. L'any s'indica com el novè any del regnat de Ptolemeu V (equiparat amb 197/196 aC), cosa que es confirma nomenant quatre sacerdots que oficiaven aquell any: Etos, fill d'Etos, era sacerdot dels cultes divins d'Alexandre el Gran i el cinc reis de la dinastia ptolemaica fins al mateix Ptolemeu V; els altres tres sacerdots nomenats al seu torn a la inscripció són els que van dirigir el culte de Berenice Euergetis, esposa de Ptolemeu III, Arsinoe Filadèlfos, esposa i germana de Ptolemeu II, i Arsinoe Filopator, mare de Ptolemeu V. Tanmateix, també es dona una segona data en els textos grecs i jeroglífics, corresponent al 27 de novembre de 197 aC, aniversari oficial de la coronació de Ptolemeu. El text demòtic entra en conflicte amb això, enumerant dies consecutius de març per al decret i l'aniversari. No se sap per què existeix aquesta discrepància, però és evident que el decret es va emetre l'any 196 aC i que estava dissenyat per restablir el domini dels reis ptolemaics sobre Egipte.

## Història de la pedra
Alguns científics havien acompanyat Napoleó a la Campanya napoleònica d'Egipte i Síria. Després que Napoleó Bonaparte fundés l'Institut de l'Égypte al Caire el 1798, 50 d'aquells n'esdevingueren membres. El capità francès Pierre-François Bouchard trobà una pedra negra mentre dirigia els treballs de construcció del fort Julien al port egipci de Rosetta (actualment, Rashid) el 15 de juliol de 1799. Va entendre immediatament la importància de la pedra i la mostrà al general Abdallah Jacques de Menou, que va decidir que havia de ser portada a l'Institut, on arribà l'agost de 1799. El 1801 els francesos s'hagueren de rendir. Es creà polèmica sobre les troballes dels científics: els francesos les volien conservar, mentre que els britànics les consideraven requisades, en nom del rei Jordi III. El científic francès Étienne Geoffroy Saint-Hilaire escrigué una carta al diplomàtic anglès William Richard Hamilton en què amenaçava de cremar totes les troballes, amb una abominable referència a l'incendi de la Biblioteca d'Alexandria. Els britànics capitularen i insistiren només en el lliurament dels monuments. Els francesos intentaren amagar la pedra en una barca, malgrat les condicions de la capitulació, però no se'n sortiren. Se'ls va autoritzar a emportar-se'n les impressions que n'havien fet prèviament abans d'embarcar-se a Alexandria. Quan la pedra arribà a Gran Bretanya va ser portada al Museu Britànic, on roman des de 1802.
Té inscripcions pintades de blanc, contemporànies de l'adquisició. A l'esquerra hi diu: Capturat a Egipte per l'exèrcit britànic el 1801, i a la dreta: Cedida pel rei Jordi III. La pedra va ser netejada pel Museu Britànic el 1999, però aquesta prova de la seva història no es va esborrar. També es va deixar sense netejar una petita àrea de la superfície al cantó inferior esquerre, per poder comparar-la amb l'estat anterior.
El juliol del 2003, Egipte demanà el retorn de la pedra de Rosetta. Zahi Hawass, secretari general del Consell Suprem d'Antiguitats del Caire, digué a la premsa: Si els britànics volen ser recordats, si volen recuperar la seva reputació, han de retornar voluntàriament la pedra, ja que és la icona de la nostra identitat egípcia.

## Significació
A causa que fou el primer text plurilingüe antic descobert en temps moderns, la pedra de Rosetta va despertar l'interès públic pel seu potencial per a desxifrar la fins aleshores inintel·ligible escriptura jeroglífica egípcia, i en conseqüència les seves còpies litogràfiques i de guix començaren a circular entre els museus i els erudits europeus.
L'estudi del decret del faraó Ptolemeu V ja estava en procés i la primera traducció completa del text en grec antic va aparèixer el 1803. Tanmateix, no fou fins al 1822 quan Jean-François Champollion va anunciar a París el desxiframent dels texts jeroglífics egipcis, molt abans que els lingüistes fossin capaços de llegir amb seguretat altres inscripcions i texts de l'antic Egipte.
Els principals avenços de la descodificació foren el reconeixement que l'estela ofereix tres versions del mateix text (1799), que el text demòtic fa servir caràcters fonètics per a escriure noms estrangers (1802), que el text jeroglífic també ho fa així i té semblances generals amb el demòtic (Thomas Young el 1814) i que, a més d'emprar-se per als noms estrangers, els caràcters fonètics també ho foren per a escriure paraules nadiues egípcies (Champollion, el 1822-1824).
Més endavant, es van descobrir dues còpies fragmentàries del mateix decret, i actualment es coneixen diverses inscripcions egípcies bilingües i trilingües, inclosos els decrets ptolemaics, com el decret de Canop del 238 aC i el decret de Memfis de Ptolemeu IV de 218 aC. Per això, tot i que la pedra de Rosetta ja no és única, fou un referent essencial per a l'enteniment actual de la literatura i la civilització de l'antic Egipte i el mateix terme pedra de Rosetta encara avui es fa servir en altres contexts com el nom de la clau essencial per a un nou camp del coneixement.

## Oblit del llenguatge jeroglífic i el demòtic
Tant el llenguatge jeroglífic com el demòtic començaren a desaparèixer al segle III. Moriren els sacerdocis centrats en temples i amb el declivi de la religió de l'antic Egipte, el territori fou progressivament convertit al cristianisme; com que els cristians egipcis escrivien en l'alfabet copte, derivat del grec, aquest acabà per suplantar el demòtic. L'últim text jeroglífic conegut, la inscripció d'Esmet-Akhom, fou escrita per sacerdots al temple d'Isis a Files el 394 dC, i l'últim text demòtic també hi fou inscrit el 452 dC. Gran part de la història del primer mil·lenni aC fou enregistrada en escriptures egípcies o en cuneïforme, el sistema d'escriptura de Mesopotàmia. Amb la pèrdua del coneixement d'aquests dos sistemes, els únics registres del passat distant provenien de fonts limitades i distorsionades. L'exemple egipci més important d'una font d'aquest tipus fou Història d'Egipte (Aegyptiaka), una història del país escrita per un sacerdot egipci anomenat Manetó al segle III aC. El text original es perdé i només pervisqué en resums i citacions d'autors romans.
La majoria d'egipcis continuaren parlant copte, l'última forma de la llengua egípcia, fins força després de la conquesta àrab d'Egipte el 642 dC, malgrat que perdé gradualment terreny davant de l'àrab. El copte començà a morir cap al segle XII, i a partir d'aquest moment sobrevisqué principalment com a llengua litúrgica de l'església copta.

## Desxiframent dels jeroglífics
- 1650-1654: el jesuïta Athanasius Kircher publica quatre volums de traduccions de jeroglífics egipcis -totalment imaginatives i errònies- i assenyala el valor del copte com a residu de l'antic egipci.[25]
- 1799: expedició de Napoleó Bonaparte a Egipte; descobriment de la pedra de Rosetta, decret bilingüe en tres escriptures -grec, demòtic i jeroglífic- de Ptolemeu V Epífanes.
- 1802: el suec Johan David Åkerblad aconsegueix identificar tots els noms propis del text demòtic de la pedra de Rosetta i, valent-se de l'estudi de l'idioma copte, en desxifra quatre paraules; temple, grecs, ell i llurs.
- 1814-1816: treballs de l'anglès Thomas Young sobre la pedra de Rosetta. Descobreix que l'escriptura jeroglífica no és alfabètica i que les seves derivades, hieràtica i demòtica, obeeixen als mateixos principis. Publica un vocabulari grec-demòtic de més de vuitanta paraules, quasi totes correctes segons es va poder comprovar més endavant.
- 1822: (14 de setembre) Jean-François Champollion, utilitzant els treballs de Silvestre de Sacy, Akerblad i Young, aconsegueix llegir el nom de Ptolemeu en els jeroglífics de la pedra de Rosetta (22 de setembre). Champollion, Lettre à Monsieur Dacier, secretaire perpétuel de l'Academie royale des inscriptions et belles letteres, relative à l'alphabet des hiéroglyphes phonétiques. (27 de setembre) Champollion, acte públic de presentació del descobriment a l'Acadèmia de les inscripcions i llengües antigues.
- 1824: Champollion publica Précis du système hiéroglyphique.
- 1828-1829: expedició de Champollion a Egipte.
- 1836-1841: Champollion publica Grammaire égyptienne.[26]
- 1843: Trasllat de la placa reial de Karnak a la Biblioteca Nacional de París.
- 1866: Karl Richard Lepsius troba el Decret de Canop, text bilingüe que confirma les interpretacions de Champollion.

## Desxiframent de Champollion

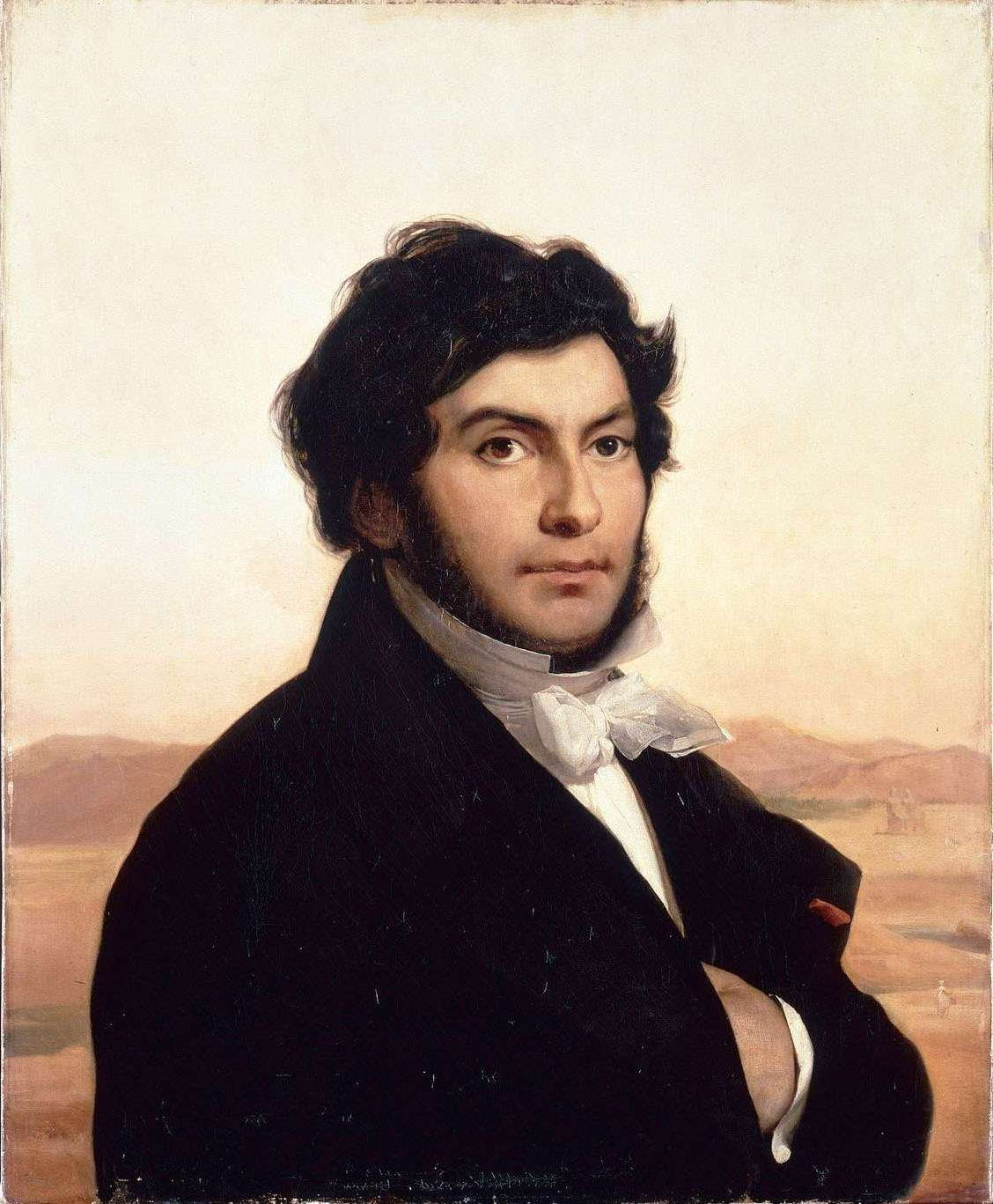
Jean-François Champollion

El 1822, Champollion va descobrir la manera de llegir els jeroglífics egipcis mitjançant l'estudi del contingut de la pedra de Rosetta, un monòlit en què figurava inscrit un missatge en tres escriptures antigues: grec, demòtic i jeroglífic.
"Jo ho sóc tot per a Egipte i Egipte ho és tot per a mi.": La vida de J. F. Champollion (1790-1832) és una veritable cursa contra rellotge que dona sentit a la monumental tasca per la qual el lingüista francès es va sentir en tot moment preparat: el desxiframent dels jeroglífics. Parlem d'un apassionat orientalista que ja amb setze anys va manifestar la sospita que l'escriptura jeroglífica de l'Egipte faraònic estava directament relacionada amb el copte, el llenguatge egipci coincident amb l'era cristiana. En només quatre anys, sense deixar d'investigar i aprofundir els seus coneixements de llengües (àrab, hebreu, persa o sànscrit), Champollion va esdevenir membre de l'Académie Delphinale de Grenoble i professor de la facultat d'història de la mateixa ciutat. Abans del seu exili a Figéac (1816-1817), va tenir temps de publicar el seu treball L'Egypte sous les Pharaons (1814) i d'elaborar una gramàtica i un diccionari del copte.
Des de llavors i fins al 1822, Champollion va reprendre intensament l'estudi dels jeroglífics a Grenoble i a París. Hi ha tres dates clau consecutives en el descobriment que li va permetre desxifrar els jeroglífics egipcis. Va ser el 14 de setembre de 1822, treballant amb dos dels documents que li havia enviat el seu amic Nicolas Huyot, procedents d'una expedició a Egipte, que li van encaixar les teories sobre les que havia treballat. "Je tiens l'affaire!" ('ja ho tinc!') serien les primeres paraules de Champollion al seu germà, abans de comunicar-li que era capaç de desxifrar l'escriptura sagrada de l'antic Egipte. Tot seguit, patiria un desmai com a resultat de l'esgotament mental. El 22 de setembre escrivia una carta al senyor Bon-Joseph Dacier, secretari de l'Acadèmia de les inscripcions i llengües antigues, explicant-li detalls del seu descobriment. Aquesta carta ha passat a la història com la Lettre à Monsieur Dacier i es considera el fonament de la interpretació dels jeroglífics egipcis. Va ser el 27 de setembre quan es feu públic el descobriment, en un acte a l'Acadèmia de les inscripcions i llengües antigues, on es van llegir fragments de la carta.
El 1828, viatjà a Egipte i es dedicà a la frenètica recopilació de material que després traduiria. En vint mesos, posà a prova in situ tots els seus coneixements. No és estrany, doncs, que la primera càtedra d'egiptologia de la història es creés el 1831 al Collège de France expressament per a Champollion. Finalment, l'esgotament el vencé, però ni tan sols una mort prematura no impedí pas que es publiquessin pòstumament —durant més de deu anys— obres que havien quedat al calaix, entre aquestes, la Grammaire égyptienne i el Dictionnaire égyptienne.
Amb l'ajuda dels gravats de la pedra de Rosetta, que oferien un mateix text traduït a tres llengües (jeroglífic, demòtic i grec), Champollion havia demostrat que l'escriptura jeroglífica no era exclusivament simbòlica com erròniament s'havia cregut des de feia segles. Com ho va fer? En primer lloc, comparà el nombre de caràcters egipcis amb el de paraules gregues: 1.419 caràcters egipcis i 486 paraules gregues; per tant, els jeroglífics no podien representar paraules, sinó fragments de paraules. A més, es fixà especialment en aquells grups de símbols jeroglífics que apareixien encerclats (cartutxos) i que, segons es pensava, havien de designar noms de personatges regnants. Per tant, feien referència a noms propis que tant en grec com en jeroglífic s'haurien de pronunciar de la mateixa manera. Si el text grec parlava d'una lloança al rei "Ptolmis" (Ptolemeu), descendent del general d'Alexandre el Gran, no costaria gaire de localitzar els corresponents cartutxos per comprovar que, efectivament, els egipcis podien també fer referència a una entitat del món reial (com ara el faraó) mitjançant, no un, sinó més d'un símbol. Es podria parlar, doncs, de l'existència de símbols que representarien sons com en els nostres alfabets? El fet que la paraula faraó (Ptah) i el mateix nom del faraó (Ptolemeu) presentessin els dos mateixos símbols inicials (p i t), semblava respondre afirmativament a aquesta pregunta. Per reforçar el plantejament, Champollion només havia de fixar-se en noms de regents en altres fonts que compartissin el màxim de lletres amb el cartutx de "Ptolmis". A l'obelisc de Filas, hi apareixia el nom de Cleòpatra, que n'oferia fins a quatre lletres comunes (p, t, o i l).
Pel que fa a la lletra T, Champollion va deduir que es podria escriure de dues maneres diferents, cosa que resultà correcta.
Aquest procediment permetia a Champollion d'anar confeccionant un primer alfabet de símbols fonètics (fonogrames), amb el qual es va aventurar a desxifrar més cartutxos, com aquest:
Les lletres que coneixia eren les següents:
- 1 2 3 4 5 6 7 8 9
- A L? S E? T R?

Així, va deduir que aquest nom era ALKSENTRS (Alexandre), i va afegir tres símbols nous al seu diccionari.
Mitjançant aquest procediment, en poques setmanes, estudiant molts cartutxos disponibles no traduïts encara, va arribar a definir al voltant de 100 signes jeroglífics. L'èxit de Champollion no rau només a identificar alguns signes jeroglífics amb lletres que representen sons (fonogrames), sinó també a descobrir per què s'escollien precisament aquests signes per a cada so. Això ho aconseguí gràcies als seus grans coneixements de copte, llengua emparentada amb l'egipci de l'època faraònica. Els signes jeroglífics no deixaven de ser figuratius (representaven objectes, com per exemple, un lleó) i fou en expressar aquestes imatges en copte quan Champollion s'adonà que s'escollia la imatge per representar-ne els sons inicials. Per exemple, una àliga per representar el so inicial "A".
La complexitat de l'escriptura jeroglífica es feia ben palesa, ja que un mateix nom podia compondre's d'ideogrames i fonogrames. Per exemple, en el cartutx que representa el Sol, pronunciat RA en copte. A la pedra de Rosetta, Champollion troba el segon símbol traduït al grec per 'natalici', que en copte es pronuncia com a MS. Finalment, els dos darrers signes ja els havia descrits en el seu diccionari com a SS. Així, va deduir el nom de RAMSSS, Ramsès, el faraó del gran èxode hebreu. Tot seguit, tradueix també l'ocell del jeroglífic que representa un ibis, que al seu torn és símbol del déu egipci Thot. La traducció seria, doncs: THOTMSS, Tutmosis, un altre faraó molt conegut.
Aquestes van ser les primeres passes de Champollion a l'hora de resoldre els jeroglífics. Uns anys després arribaria a la conclusió que el jeroglífic era un combinat complex d'ideogrames, fonogrames i determinatius (símbols per evitar ambigüitats). Des d'aleshores, l'egiptologia faria un bon servei de tots aquests estudis per seguir investigant.

## Diccionari jeroglífic
Champollion va descobrir que els jeroglífics representaven sons o conjunts de sons. Pretenien plasmar per escrit el llenguatge parlat. Sovint, però, els jeroglífics ometien les vocals i, per això, hi ha paraules que mai sabrem completament com es pronunciaven. Els jeroglífics, a més, es podien escriure d'esquerra a dreta, de dreta a esquerra o de dalt a baix. Per saber en quin sentit dels dos primers s'han de llegir, hem de fixar-nos si apareixen símbols que representin humans o animals. Si miren cap a l'esquerra, el text es llegirà d'esquerra a dreta.

## La clau de volta de tot plegat
El desxifratge de la pedra de Rosetta va fundar l'egiptologia moderna. Aquesta importància s'origina gràcies a l'última frase del text que hi trobem gravat: "Aquest decret ha de ser escrit sobre pedra amb els símbols de l'escriptura sagrada [jeroglífica], popular [demòtica] i grega". Silvestre de Sacy (1758-1838), Thomas Young (1773-1829) o Karl Richard Lepsius (1810-1884), entre d'altres i a més de Champollion, ja van treballar amb la idea que el text representat era únic.

## Ús com a metàfora
Pedra de Rosetta s'usa també com a metàfora per a referir-se a alguna cosa que és una clau crítica en un procés de desxiframent o traducció, o un problema difícil. Per exemple: la pedra de Rosetta de la immunologia, els ritmes talamocorticals, la pedra de Rosetta d'un subconjunt de malalties neurològiques, o l'arabidopsis, la pedra de Rosetta del temps de la floració.